# Casa Senyorial de Dzimtmisa
La Casa Senyorial de Dzimtmisa és una casa senyorial a la històrica regió de Semigàlia, al Municipi de Iecava de Letònia. Construït durant el segle xix.